# Bisdom Coroico
Het bisdom Coroico (Latijn: Dioecesis Coroicensis) is een rooms-katholiek bisdom met als zetel Coroico, in Bolivia. Het bisdom is suffragaan aan het aartsbisdom La Paz. 

## Geschiedenis
Het bisdom werd opgericht op 7 november 1958, als de territoriale prelatuur Coroico, uit delen van het aartsbisdom La Paz. Op 28 juli 1983 werd het verheven tot bisdom. 

## Parochies
Het bisdom had in 2021 een oppervlakte van 31.565 km2 en telde 235.130 inwoners waarvan 79,3% rooms-katholiek was.

## Bisschoppen
- Tomás Roberto Patricio Manning (21 april 1959 - 9 oktober 1996)
- Juan Vargas Aruquipa (20 augustus 1997 - 3 december 2022; hulpbisschop sinds 15 januari 1992)
- Juan Carlos Huaygua Oropeza (3 december 2022 - heden)

La Paz (aartsbisdom) · Corocoro (territoriale prelatuur) · Coroico · El Alto